# 大阪府立高津高等学校の人物一覧
大阪府立高津高等学校人物一覧（おおさかふりつ こうづ こうとうがっこう じんぶついちらん）は、大阪府立高津高等学校の出身者・関係者の一覧である。

## 教職員
- 三沢糾 高津中学初代校長
- 羽生隆 高津中学第二代校長
- 久保川平三郎 高津中学第三代校長
- 前田要 高津中学第五代（新制高津高校初代）校長

## 出身者

### 学者
- 森三樹三郎（6期・1928年卒）大阪大学名誉教授（中国思想史）
- 野田又夫（6期・1928年卒）京都大学名誉教授（西洋近代哲学）・勲二等瑞宝章
- 西嶋庄次郎（8期・1930年卒）大阪大学名誉教授（口腔解剖学）・勲三等旭日中綬章
- 川崎敏男（15期・1937年卒）九州大学名誉教授（植物薬品化学）・日本薬学会会頭・勲二等旭日重光章
- 鞠谷宏士（17期・1939年卒）元東京商船大学（現東京海洋大学）学長
- 吉沢伝三郎（19期・1941年卒）東京都立大学文学部教授
- 石井威望（27期・1950年卒）東京大学名誉教授、元国土交通省国土審議会会長
- 上田篤（27期・1950年卒）京都精華大学名誉教授、建築家
- 肥田晧三（27期・1950年卒）元関西大学教授
- 三浦精（27期・1950年卒）京都大学名誉教授
- 井上宏（31期・1954年卒）関西大学名誉教授、日本笑い学会会長
- 高村直助（32期・1955年卒）東京大学名誉教授（日本近代経済史・産業史）
- 応地利明（33期・1956年卒）京都大学名誉教授（アジア・アフリカ地域研究）
- 石黒武彦（34期・1957年卒）同志社大学大学院総合政策科学教授
- 鳥居宏次（34期・1957年卒）奈良先端科学技術大学院大学第3代学長（ソフトウェア工学）
- 瀬尾健（36期・1959年卒）京都大学原子炉実験所助手（現助教）（原子核物理学、放射線計測装置部門）
- 植村榮（36期・1959年卒）京都大学大学院工学研究科名誉教授（有機化学・合成化学）
- 西田吾郎（39期・1962年卒）元京都大学副学長、京大囲碁部顧問
- 宮原秀夫（40期・1963年卒）大阪大学第15代総長（情報ネットワーク）
- 小川裕充（44期・1967年卒）東京大学教授・東洋学研究情報センター長（中国絵画史）
- 審良静男（48期・1971年卒）大阪大学医学部教授（免疫学）
- 池尾和人（48期・1971年卒）慶應義塾大学経済学部教授（金融論）
- 石蔵文信（51期・1974年卒）大阪大学大学院医学研究科准教授
- 古郷幹彦（51期・1974年卒）大阪大学歯学部付属病院副病院長・教授
- 影山龍一郎（52期・1975年卒）京都大学ウイルス研究所教授
- 橋爪紳也（56期・1979年卒）建築史家、大阪府立大学教授
- 仁木宏（58期・1981年卒）大阪市立大学大学院 文学研究科 日本史研究室教授
- 赤井伸郎（64期・1987年卒）大阪大学大学院国際公共政策研究科教授
- 高口洋人（66期・1989年卒）早稲田大学創造理工学部建築学科教授
- 生駒大洋（68期・1991年卒）東京大学大学院理学系研究科 地球惑星科学専攻准教授
- 辻中豊 東海大学副学長・東海大学政治経済学部教授

### 経済・財界
- 武田長兵衛（1期・1923年卒）元武田薬品工業会長
- 出馬迪男（33期・1956年卒）元関西テレビ放送会長
- 熊本昌弘（37期・1960年卒）元神戸製鋼社長
- 森田隆和（41期・1964年卒）元参天製薬代表取締役会長兼CEO
- 増田清（42期・1965年卒）元オムロンIT研究所・所長
- 岡藤正広（45期・1968年卒）伊藤忠商事会長CEO
- 前田仁（45期・1968年卒）元キリンビバレッジ社長、元全国清涼飲料連合会会長
- 喜田哲弘（49期・1972年卒）Ｔ＆Ｄホールディングス代表取締役会長。元大同生命保険株式会社代表取締役社長
- 中川潤子（51期・1974年卒）シャープ通信融合端末事業部・副事業部長
- 田中進（55期・1978年卒）元郵政省。ゆうちょ銀行取締役兼代表執行役副社長、日本郵政常務執行役

### 文化・芸能
- 織田作之助（9期・1931年卒）小説家
- 高川格（11期・1933年卒）囲碁棋士
- 飯干晃一（20期・1942年卒）作家
- 山本勝一（21期・1943年卒）観世流能楽師
- 村岡三郎（25期・1947年卒）彫刻家
- 黒田清（27期・1949年卒）ジャーナリスト、日本ノンフィクション賞、菊池寛賞
- 柴田侑宏（28期・1950年卒）宝塚歌劇団・脚本演出家・理事
- 大塚善章（29期・1952年卒）ジャズピアニスト・関西JAZZ協会会長
- マルセ太郎（30期・1953年卒）演芸家・ボードビリアン
- 牧美也子 漫画家
- 梁石日（定時制課程卒）小説家
- 藤原伊織（43期・1966年卒） 小説家、江戸川乱歩賞・直木賞
- ヒロ寺平（寺平博次）（47期・1970年卒） DJ
- 森村泰昌（47期・1970年卒）現代芸術家
- 二宮由紀子（51期・1974年卒）童話作家
- 花柳旭夓（きょくそう）（52期・1975年卒）舞踏家
- 四宮康雅（53期・1976年卒）テレビプロデューサー
- 北林佐和子（56期・1979年卒）脚本・演出家
- 中島優子（60期・1983年卒） 関西テレビ放送元アナウンサー
- 大薮義章（66期・1989年卒） 建築家
- 波岡一喜（74期・1997年卒） 俳優
- 桂紋四郎（83期・2006年卒） 落語家
- 古川昌希（83期・2006年卒） 朝日放送テレビアナウンサー
- 三原勇希（86期・2009年卒） ファッションモデル・グラビアアイドル
- 新山士彦（87期・2010年卒） 漫才師

### 政治・その他
- 安井郁（3期・1925年卒）原水爆禁止日本協議会・初代理事長、元法政大学・教授
- 林信太郎（夜間・1940年卒）元通商産業省公害保安局長、元ジャスコ副会長
- 市石巌（28期・旧制福井県小浜中学校へ転校）野球選手、北野高校野球部甲子園初優勝時のメンバー
- 宅見勝（1951年入学、中退）ヤクザ、五代目山口組 若頭
- 前田武志（33期・1956年卒）前参議院議員
- 森本清一（35期・1958年卒）弁護士、藍綬褒章受章
- 小河保之（42期・1965年卒）元大阪府副知事
- 平井正夫（43期・1966年卒）独立行政法人・郵便貯金・簡易生命保険管理機構初代理事長
- 北島孝久（52期・1975年卒）元検察庁特捜検事
- 青山吉伸（55期・1978年卒）元オウム真理教の幹部信者で法務部門に所属していた弁護士
- 堀新助 元駐イタリア大使、元パシフィック・リーグ会長